# 시도니 가브리엘 콜레트
시도니 가브리엘 콜레트(Sidonie-Gabrielle Colette), 필명 콜레트(Colette)는 1873년 1월 28일 (욘) 생소뵈랑퓌사예에서 태어나 1954년 8월 3일 파리에서 사망한 프랑스의 여성 작가이자 무언극, 희극 배우, 언론인이다. 콜레트는 프랑스 국내외를 막론하고 가장 유명한 불문학 소설가 중 한 명이다. 아카데미 공쿠르의 두 번째 여성 회원(1945년, 쥐디트 고티에가 1910년 회원이 되고나서 두 번째)으로 1949년부터 1954년까지 회장직을 맡았으며, 1948년 노벨문학상 후보에 오르기도 했다. 콜레트는 프랑스에서 국장을 치른 첫 번째 여성이다.
소녀시절의 회상을 엮은 일련의 소설 <클로딘 이야기>(1900-1903)로 데뷔하여 그 후 다난한 생활을 극복하면서 <푸른 보리>(1923), <암고양이>(1933), <지지(Gigi)>(1943) 등을 발표하여 상드 이후의 문학가라는 영예를 얻었다. 최대의 걸작은 연상의 여성과 수려한 외모의 젊은 정부(情夫)와의 애욕의 이야기를 묘사한 <셰리>(1920)라 하겠다. 콜레트의 작품은 모두 사랑의 비극을 테마로 삼아 전통적인 수법을 이어받은 심리소설이라 할 수 있고 작가 특유의 예민한 감각과 청신한 감수성으로 포착한 갖가지 자연의 정경과 애욕의 자태는 다채롭고 리듬감이 넘치는 문체와 융합하여 콜레트 특유(特有)의 관능적인 세계를 만들어내고 있다.

## 같이 보기
- 르 몽드가 선정한 세기의 도서 100권